# 차이니즈 조디악
차이니즈 조디악(十二生肖CZ12 , 번역 : 열두 띠 CZ12)은 2012년 제작된 홍콩의 액션 영화이다.
홍콩의 배우 청룽이 감독, 제작, 각본에 참여하였으며 아들인 팡쭈밍이 음악감독으로 참여했다. 2012년 12월 10일, 홍콩국제영화제를 통해 최초로 공개되었으며 이후 12월 20일에 중국 전역 및 홍콩특별행정구, 말레이시아, 싱가포르, 베트남에서 동시 개봉하였다.
대한민국에는 ㈜조이앤컨텐츠그룹에서 수입하여 2013년 2월 27일에 개봉하였다.

## 줄거리
국보급 보물이 도난을 당한지 150년이 지난 현재, 전 세계 경매장에서 고액으로 거래되는 12개의 청동상의 행방을 추적하기 위해 세계 최고의 모험가이자 보물 사냥꾼 성룡(극중 JC)와 권상우(극중 사이먼)이 고용된다. 이들은 아직도 행방이 묘연한 12지신의 청동상 중 나머지 6개의 청동상을 찾기 위해 전 세계를 무대로 모험을 시작하는데..

## 출연진
- 청룽 : JC 역
- 권상우 : 사이먼 역
- 리아오판 : 데이비드 역
- 야오싱퉁 : 코코 역
- 장란신 : 보니 역
- 로라 웨이스베커 : 까뜨린느 역
- 아메데오 로사리오 : 피에르 역
- 올리버 플랫 : 로렌스 역
- 케이틀린 데첼레
- 케니 지
- 천보린
- 서기
- 린펑자오